# Dressen (Weiler-Simmerberg)
Dressen (westallgäuerisch: Dressə) ist ein Gemeindeteil des Markts Weiler-Simmerberg im  bayerisch-schwäbischen Landkreis Lindau (Bodensee).

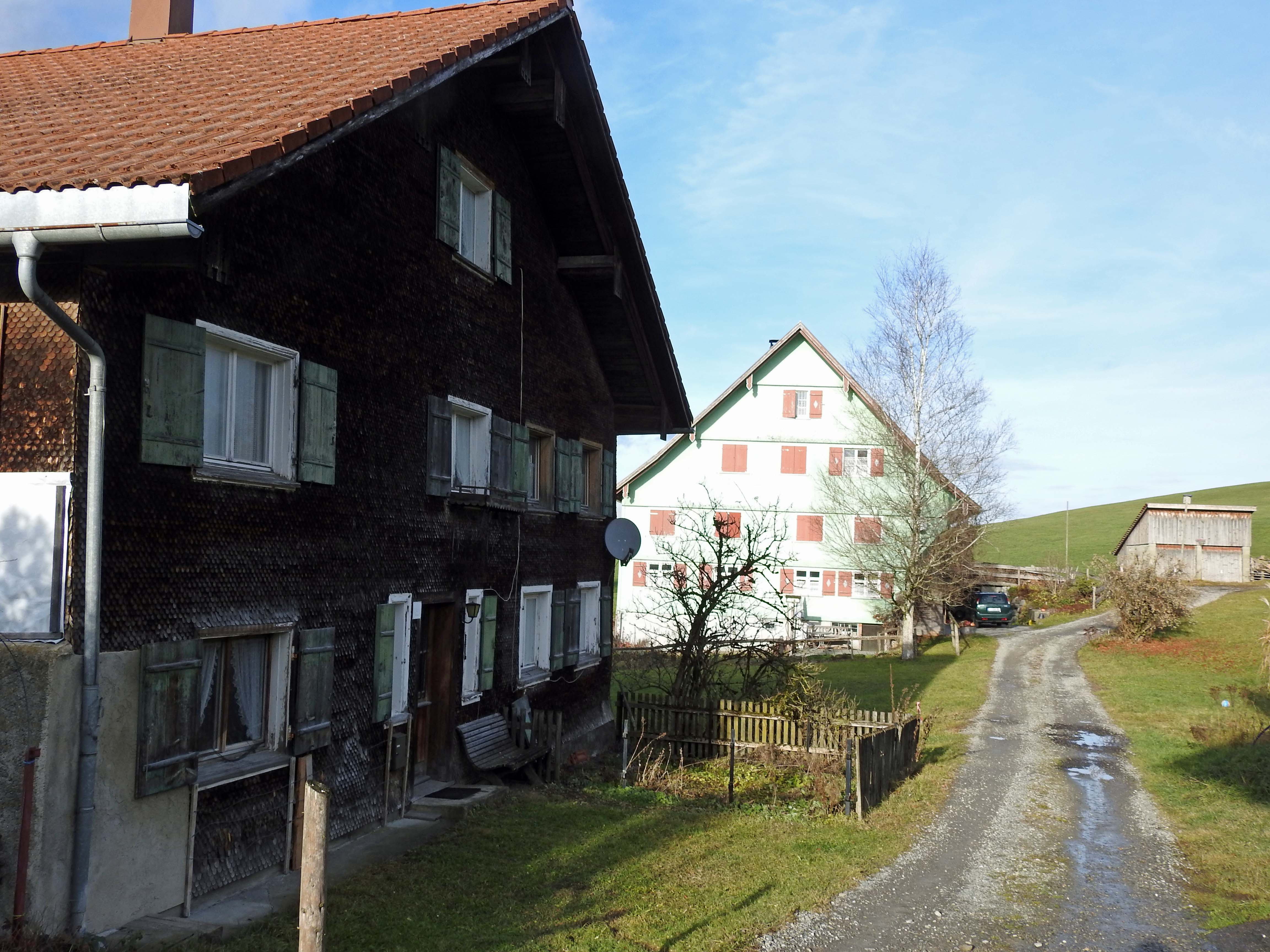
Dressen 4 und 5

## Geografie
Der Weiler liegt circa drei Kilometer südlich des Hauptorts Weiler im Allgäu und zählt zur Region Westallgäu. Westlich des Orts verläuft die Rothach. Östlich befindet sich das Felsgeotop Enschenstein.

## Ortsname
Der Name leitet sich vom mittelhochdeutschen Wort drehsel ab, was Drechsler bedeutet. Der Name stammt vermutlich von einem Familiennamen oder Hausnamen „zum Drechsler“.

## Geschichte
Dressen wurde erstmals im Jahr 1475 urkundlich erwähnt. 1771 fand die Vereinödung in Dressen statt. 1811 wurde die bis 1967 bestehende Volksschule Dressen errichtet. Im Jahr 1818 wurden sieben Wohngebäude im Ort gezählt. 1920 wurde Mahl- und Sägemühle Dressener Mühle am Lattenbach abgebrochen.

## Baudenkmäler
Siehe: Liste der Baudenkmäler in Dressen